# Altica ambiens
Altica ambiens är en skalbaggsart som beskrevs av J. L. Leconte 1859. Altica ambiens ingår i släktet Altica och familjen bladbaggar.

## Underarter
Arten delas in i följande underarter:
- A. a. alni
- A. a. ambiens